# Stefan Moses
Stefan Moses (* 29. August 1928 in Liegnitz, Provinz Niederschlesien; † 3. Februar 2018 in München) war ein in München lebender deutscher Fotograf.

## Leben
Stefan Moses musste 1943 die Schule aufgrund seiner jüdischen Herkunft verlassen und überlebte ein Zwangsarbeitslager. Nach einer Fotografen-Ausbildung in Breslau kurz nach Ende des Zweiten Weltkriegs war er als Theaterfotograf am Nationaltheater in Weimar tätig. Ab 1950 lebte er in München, wo er durch seine Reportagen für den Stern erste Bekanntheit erlangte.
Seine dokumentarischen Porträts von Menschen und Berufen in Westdeutschland (Deutsche) und später in Ostdeutschland (Abschied und Anfang) machten ihn einem großen Publikum zugänglich. Moses holte Menschen aus ihrem Arbeitsumfeld heraus und fotografierte sie vor einem grauen Leinentuch – dadurch entstanden Zeitdokumente. Auch Porträts zahlreicher Persönlichkeiten wie Thomas Mann, Ilse Aichinger, Erich Kästner, Peggy Guggenheim, Theodor W. Adorno, Otto Dix, Max Frisch, Louise Stomps, Loriot, Peter Podehl oder Martin Mayer schuf Stefan Moses. Eine Ausstellung über sein Lebenswerk ist seit 2003 in verschiedenen europäischen Städten zu sehen. 2017 vermachte der Grandseigneur der deutschen Porträtfotografie, der Stiftung Exilmuseum Berlin 158 großformatige Porträts deutscher Emigranten. Diese wurden zwischen 1947 und 2003 aufgenommen. Sein fotografischer Nachlass befindet sich im Münchner Stadtmuseum, sein schriftlicher Nachlass im Deutschen Kunstarchiv. Stefan Moses war mit der Künstlerin Else Bechteler-Moses (1933–2023) verheiratet.

## Auszeichnungen
- 1990: David-Octavius-Hill-Medaille
- 1991: Kultureller Ehrenpreis der Landeshauptstadt München.
- Ab 1994: Mitglied der Bayerischen Akademie der Schönen Künste in München.
- 2001: Ehrenpreis der Stankowski-Stiftung
- 2004: Bundesverdienstkreuz (I. Klasse)
- 2014: Lovis-Corinth-Preis

## Publikationen
- Manuel. Wegner, Hamburg 1967.[5]
- Transsibirische Eisenbahn. Prestel, München 1979.
- Deutsche. Portraits der Sechziger Jahre. Prestel, München 1980.
- Abschied und Anfang – Ostdeutsche Porträts. Hatje Cantz, Ostfildern 1991.
- Das Tier und sein Mensch. Sanssouci Verlag, München 1997.
- Jeder Mensch ist eine kleine Gesellschaft. Prestel, München 1998.
- DDR – Ende mit Wende: 200 Photographien 1989–1990. Hatje Cantz, Ostfildern 1999, ISBN 978-3-7757-9005-5.
- Stefan Moses. Schirmer/Mosel, 2002.
- Ilse Aichinger. Ein Bilderbuch von Stefan Moses. S. Fischer, Frankfurt am Main 2006.
- Die sich die Freiheit nahmen. Fotografien von Wilfried Bauer, Robert Lebeck, Stefan Moses, Christian G. Irrgang. Damm und Lindlar Verlag, 2008. (Porträts von Ilse Aichinger, Sarah Kirsch und Rose Ausländer.)
- Deutschlands Emigranten. 2013. Text: Christoph Stölzl. Nimbus Verlag, Wädenswil 2013, ISBN 978-3-907142-85-1.[6]
- Begegnungen mit Peggy Guggenheim. Elisabeth Sandmann Verlag, 2017, ISBN 978-3-945543-34-4. (Vergl.: Peggy Guggenheim.)

## Ausstellungen

### Einzelausstellungen (Auswahl)
- 1980: Museum Folkwang[7]
- 2003–2005: Retrospektive. Fotomuseum im Münchner Stadtmuseum Kunsthalle zu Kiel; Willy-Brandt-Haus Berlin; Friedrich-Hundt-Gesellschaft im Stadtmuseum Münster; Kunstverein Ludwigshafen; Niedersächsisches Landesmuseum für Kunst und Kulturgeschichte Oldenburg; Rheinisches Landesmuseum Bonn; Staatliche Galerie Moritzburg Halle; Deutsches Hygiene-Museum Dresden.
- 2007: Ilse Aichinger – Fotografien von Stefan Moses. Literaturhaus Salzburg[8]
- 2008: Stefan Moses – Münchner Leben. Münchner Stadtmuseum[9]
- 2012: Stefan Moses – Emigranten. Johanna Breede, Berlin
- 2013: Stefan Moses – Deutschlands Emigranten. Bayerische Akademie der Schönen Künste, München[10]
- 2015: Stefan Moses. Lovis-Corinth-Preis 2014. Kunstforum Ostdeutsche Galerie, Regensburg[11]
- 2016: Stefan Moses – Ein Welttheater. Johanna Breede, Berlin
- 2017: Stefan Moses – Blumenkinder. Literaturhaus München[12]
- 2018: Stefan Moses – Künstler. Johanna Breede Photokunst, Berlin
- 2019: Das exotische Land Deutsches Historisches Museum[13]
- 2020: das Tier und sein Mensch. Johanna Breede Photokunst, Berlin
- 2021: Deutschlands Emigranten, Fotografien von Stefan Moses Germanisches Nationalmuseum, Nürnberg[14]
- 2025: DIE ZEIT DER FRAUEN, Johanna Breede PHOTOKUNST

### Gruppenausstellungen (Auswahl)
- 2009: Köpfe, Johanna Breede, Ars Nobilis
- 2010/2011: 2011: Highlights, Johanna Breede PHOTOKUNST
- 2011: Portraits in Serie. Museum für Kunst und Gewerbe Hamburg
- 2013: Kleiden – Verkleiden. Museum Folkwang
- 2014: Barbara Klemm/Stefan Moses. Museum Küppersmühle für Moderne Kunst, Duisburg[15]
- 2015: DAS FENSTER, Johanna Breede PHOTOKUNST
- 2016: Aufbrüche – Bilder aus Deutschland. Willy-Brandt-Haus, Berlin
- 2017: LIEBLINGSBILDER, Johanna Breede PHOTOKUNST
- 2017: Franz Hitzler/Stefan Moses. Künstlerhaus Marktoberdorf[16]
- 2017: Blicke, die bleiben. Fotografische Porträts aus der Sammlung Fricke. Suermondt-Ludwig-Museum, Aachen
- 2019: MAGIE DER STILLE, Johanna Breede PHOTOKUNST Berlin
- 2021: Untitled, Johanna Breede PHOTOKUNST Berlin
- 2024: MEN by MEN, Johanna Breede PHOTOKUNST Berlin